# Woodcreek
Woodcreek – miasto w Stanach Zjednoczonych, w stanie Teksas, w hrabstwie Hays.